# Panoz Esperante
Le Panoz Esperante est un roadster sportif à deux places, situé sur le segment haut de gamme, développé par la marque Panoz et commercialisée à partir de 1998. Il possède un châssis en aluminium associé à un V8 Ford de 4,6 L provenant de leurs moteurs V8 modulaires.
L'Esperante a été décliné en plusieurs versions, GT, GTLM, GTS, Spyder et Spyder GT.

## Compétition
L'Esperante, dans sa version GT-LM, a participé à de nombreuses courses automobiles. Elle a été développée pour courir en catégorie GT2 aux 24 Heures du Mans.

### Résultats
- Vainqueur des Trans-Am Series 2002
- Victoires dans la catégorie GT2 des 24 Heures du Mans 2006 avec le Team LNT.
- Victoires dans la catégorie GT2 des 12 Heures de Sebring 2006 avec Multimatic Motorsports.

## Galerie

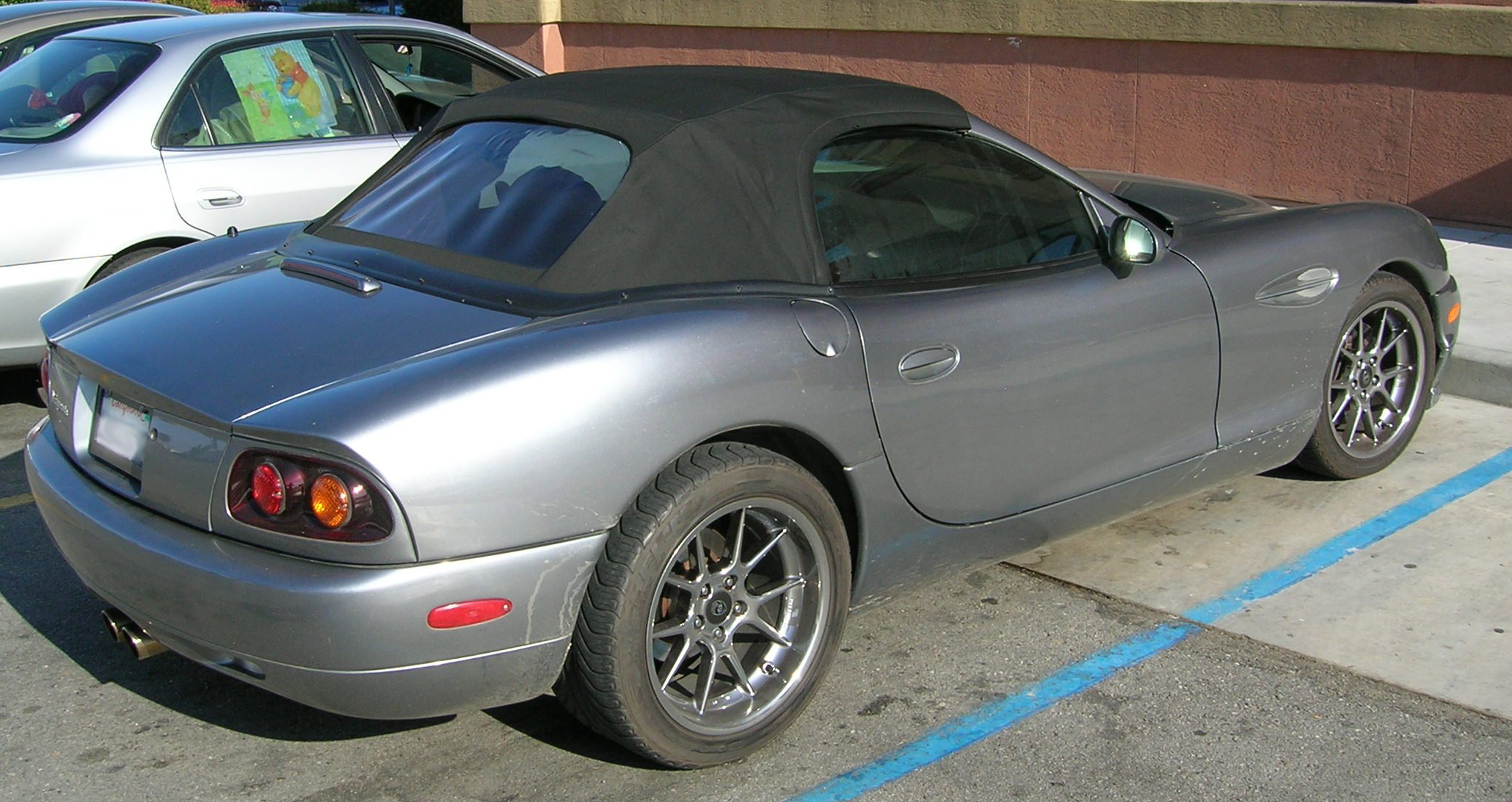
L'arrière de l'Esperante.
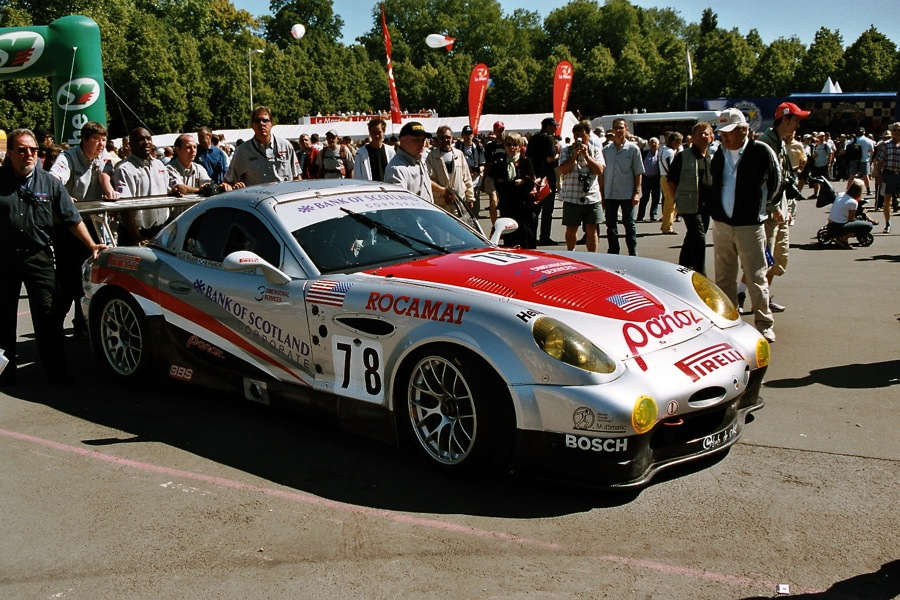
L'Esperante GT-LM au 24 Heures du Mans 2005.
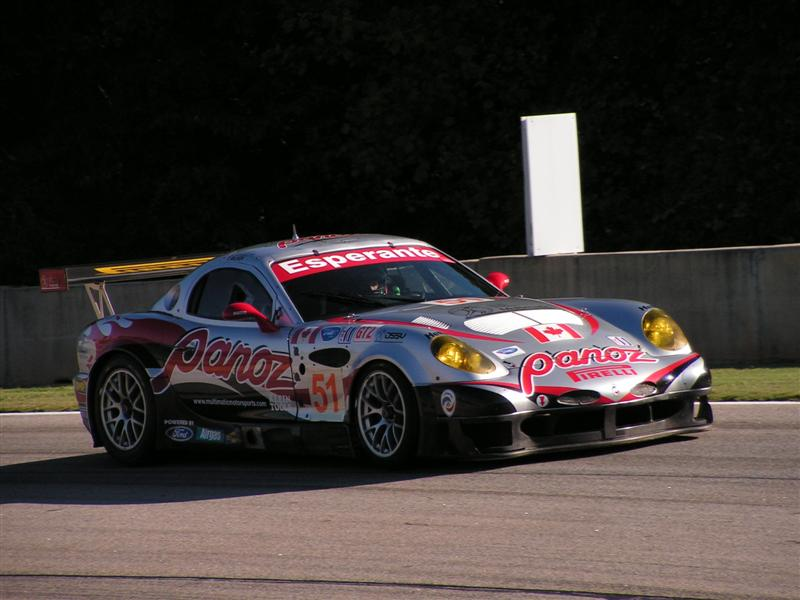
L'Esperante  GT-LM de Multimatic en 2006.
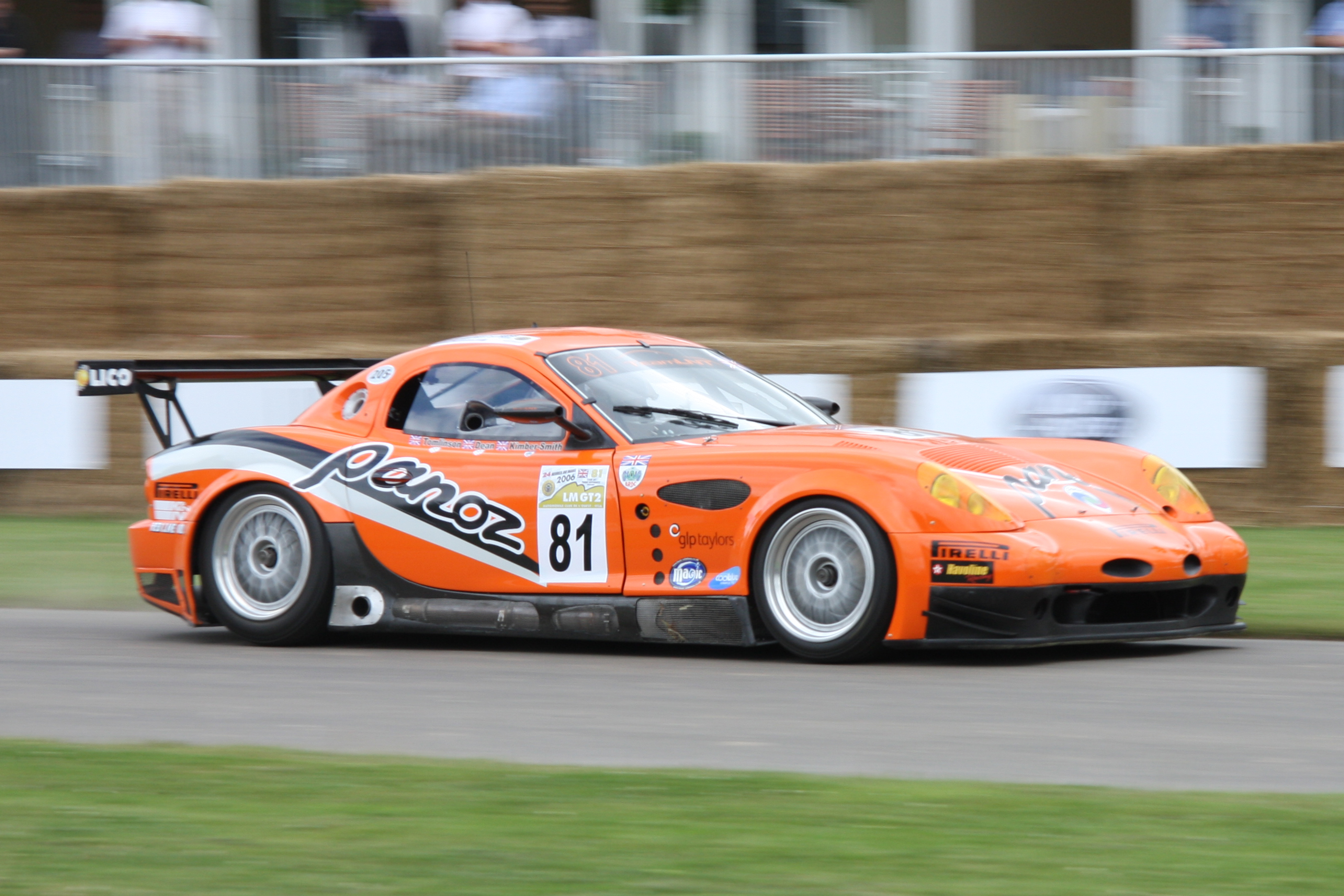
L'Esperante GT-LM du Team LNT en 2006.
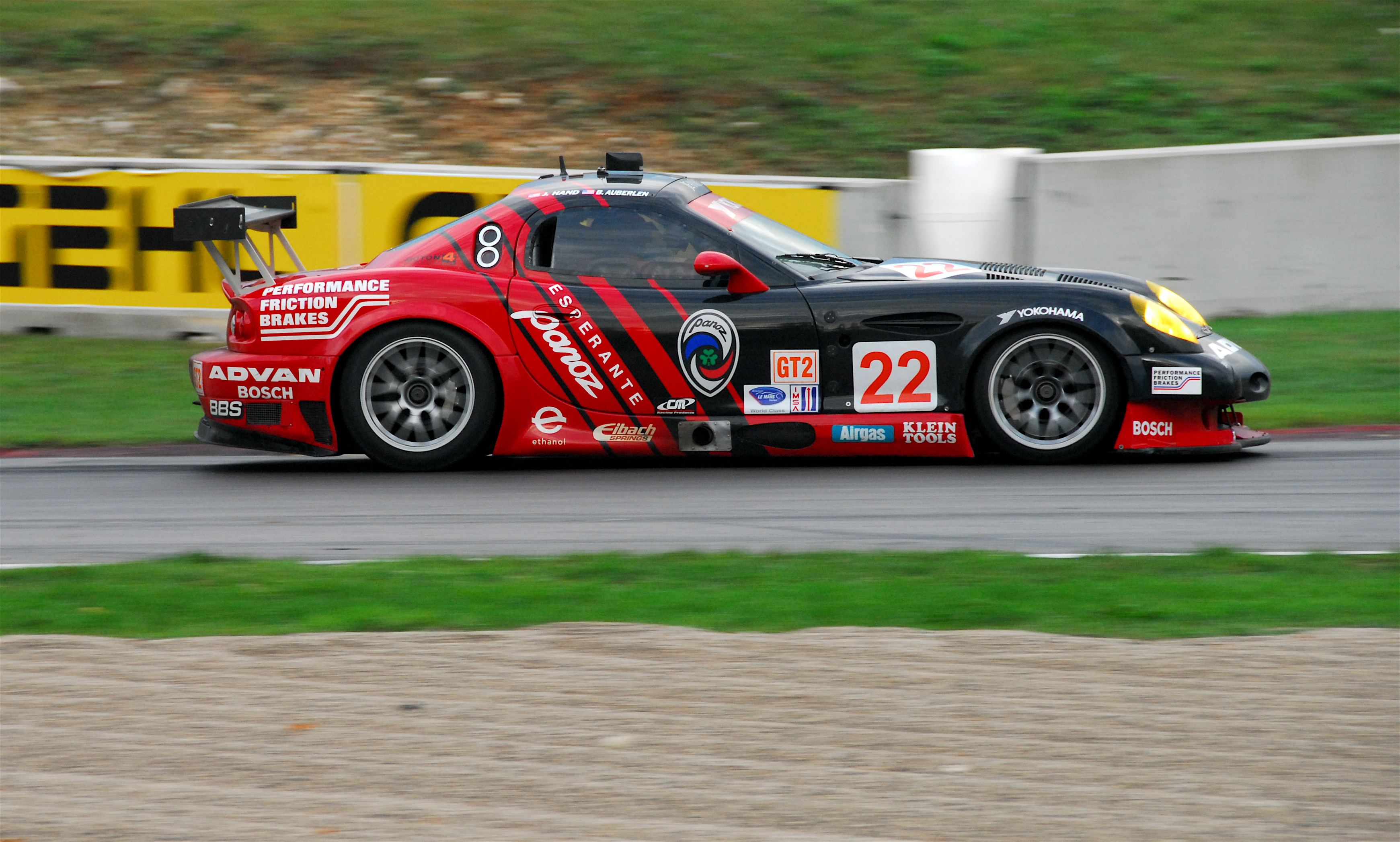
L'Esperante GT-LM du PTG en 2007.